# H•A•M
A H•A•M egy dal Jay-Z és Kanye West amerikai rapperektől közös, Watch the Throne című lemezükről. A Billboard Hot 100 lista 23. helyén debütált a dal. 2011. január 11-én jelent meg digitális letöltés formájában az iTunes oldalán. Producere Lexus "Lex Luger" Lewis és Kanye West volt. 2011. január 17-én kezdték az ausztrál rádiók sugározni, míg az Egyesült Államokban 25-től játszották.